# 島嶼灰狐
島嶼灰狐（学名：Urocyon littoralis），是一种小型狐狸，生活在加利福尼亚州海峡群岛的六个岛屿。島嶼灰狐是美国最小的狐狸。島嶼灰狐有六个亚种，每个亚种生活在一个岛，例如聖克魯斯島嶼灰狐生活在聖克魯斯島。島嶼灰狐也叫海岸灰狐、短尾狐、岛狐、海峡群岛狐、海峡群岛灰狐、加利福尼亚海峡群岛狐和海岛灰狐。
因为島嶼灰狐生活在岛上，它们对大陆的寄生虫没有抵抗力，尤其是狗身上的病菌。此外金雕的捕食和人类的活动使得島嶼灰狐的数量急剧减少。在2004年，有四个亚种被列为濒危，并对岛屿的环境加以保护。經過近二十年的人工輔育，島嶼灰狐已在各島嶼重新野放，族群數量也增加了三倍，可以說是人工輔育瀕危動物並重建物種最成功的案例之一。

## 分类和演化
島嶼灰狐和灰狐(Urocyon cinereoargenteus)共同组成灰狐属。灰狐是島嶼灰狐的祖先。島嶼灰狐小是因为它所生活的岛小，是一种异域种化。而在大陆生活的灰狐的体形比较大。生活在岛上的动物一般都比较小是因为岛上的资源有限。
島嶼灰狐有6个亚种： 

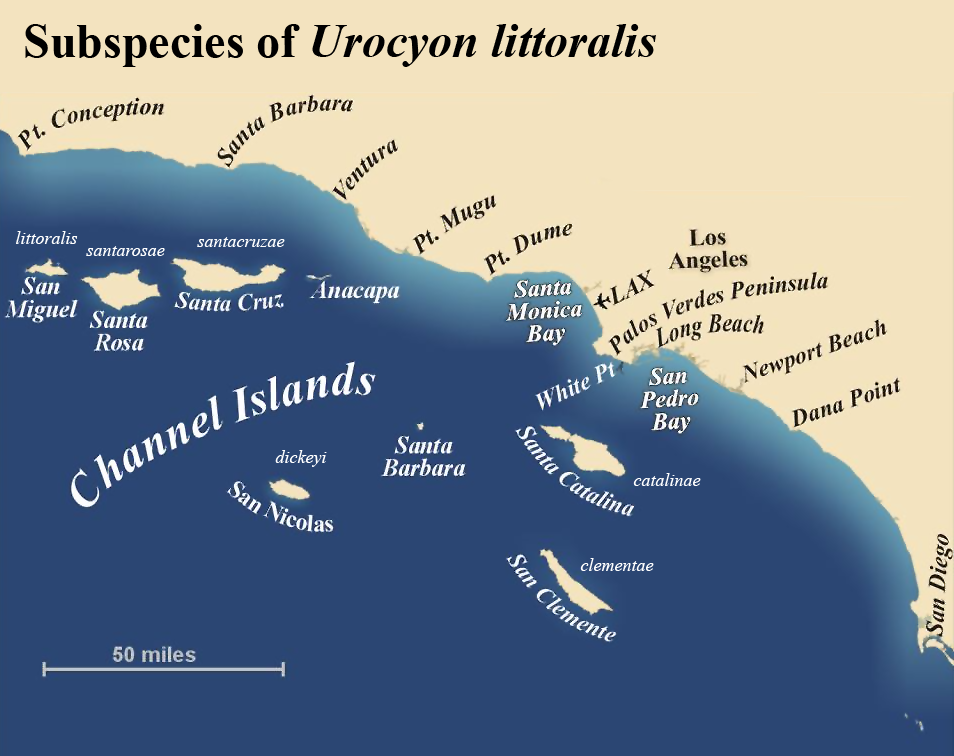
島嶼灰狐的亞種

- 聖米格爾島嶼灰狐(Urocyon littoralis littoralis)生活在聖米格爾島
- 聖羅莎島嶼灰狐(Urocyon littoralis santarosae)生活在聖塔羅莎
- 聖克魯斯島嶼灰狐(Urocyon littoralis santacruzae)生活在聖克魯斯島
- 聖尼古拉斯島嶼灰狐(Urocyon littoralis dickeyi)生活在聖尼古拉斯島
- 聖卡塔林納島嶼灰狐(Urocyon littoralis catalinae)生活在聖塔卡塔林納島
- 聖克利門蒂島嶼灰狐(Urocyon littoralis clementae)生活在聖克萊利門蒂島

每个亚种可以互相交配，但在表型上会有一定的区别，例如每个亚种椎骨的数量都不同。
島嶼灰狐細小的身軀使牠們可以適應島嶼缺乏資源的環境。牠們被認為是於10,400至16,000年前，渡海至北方的島嶼。最初，牠們是生活於最北的三個島嶼。這些島嶼在上一次的冰河時期較為容易接近，當海面下降時使最北的四個島嶼連合成一個大島（Santa Rosae），而這個島與大陸的距離亦變短了。而可能是美洲原住民將牠們當作寵物或獵犬帶到南方的群島。

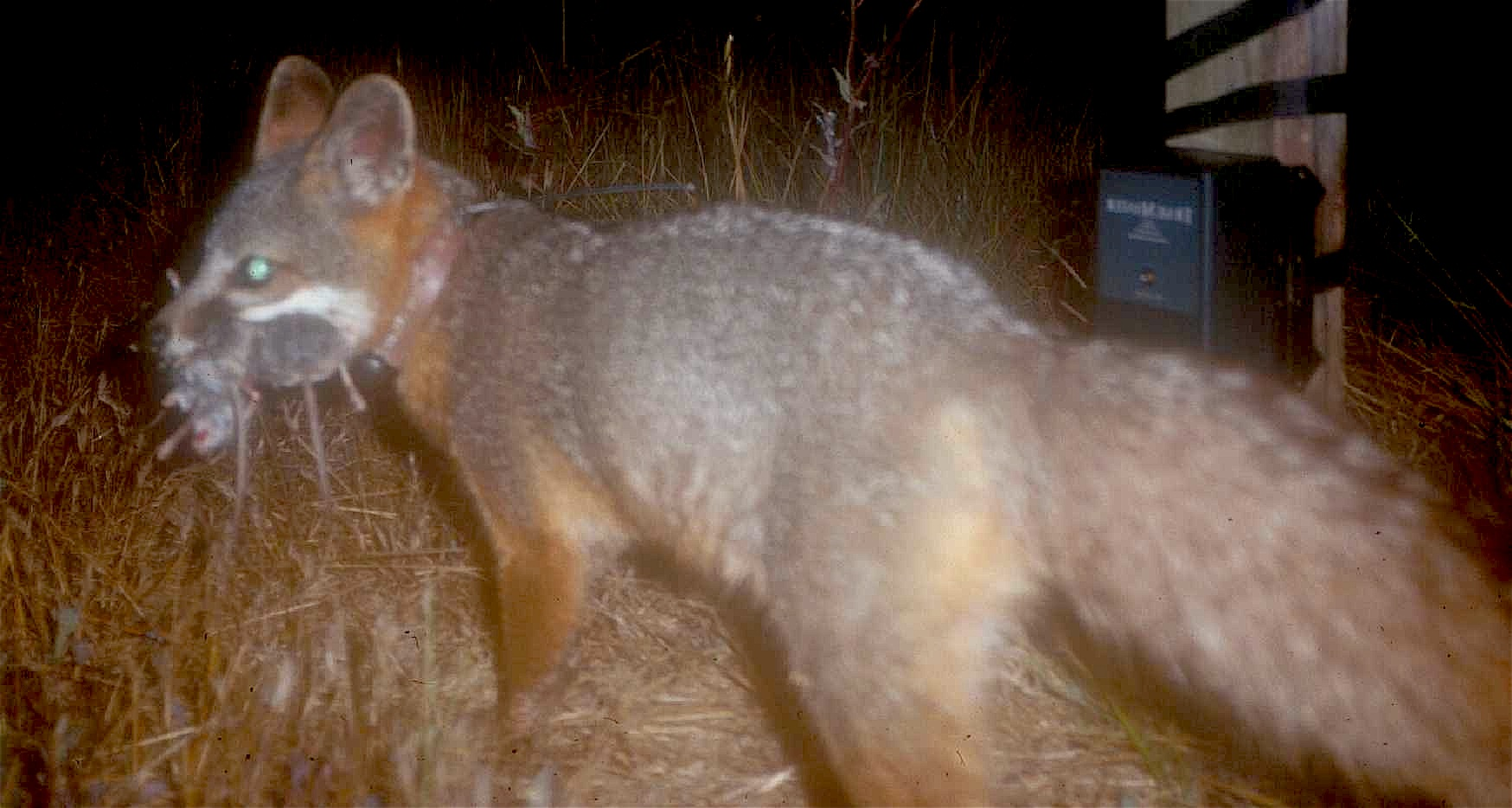
島嶼灰狐在晚上捕獲老鼠作食糧。

根據有限的化石紀錄及牠們與灰狐祖先的遺傳距離，北方島嶼的灰狐是最古老的亞種，聖克萊利門蒂島灰狐則只是在島上居住了3,400-4,300年左右，而聖尼古拉斯島嶼灰狐於2,200年前成為獨立的一群。聖塔卡塔林納島灰狐相信是最近演化的亞種，約在島上800-3,800年。島嶼灰狐並沒有在安那卡帕島存活，這是因在島上沒有淡水的供應。而聖塔芭芭拉島則面積太小，不能提供足夠的食物。

## 外型
島嶼灰狐較灰狐為短，大小如家貓一般，且是耳廓狐之後第二小的狐狸。牠們一般身長48-50 cm，肩高12-15 cm，而尾巴長11-29 cm，相較灰狐27-44cm長的尾巴為短。島嶼灰狐重1.3-2.8 kg。雄性多較雌性為大。聖卡塔林納島嶼灰狐是最大的亚种而聖克魯斯島嶼灰狐是最小的。
島嶼灰狐的頭上有灰毛，兩側的毛呈紅色，腹部、頸及面的底部是白色，尾巴的背面是黑色。一般而言，毛皮色澤較其他灰狐的為暗。島嶼灰狐每年約8月至11月會換皮一次。在第一次脫皮前，幼狐都毛較幼嫩及暗色。

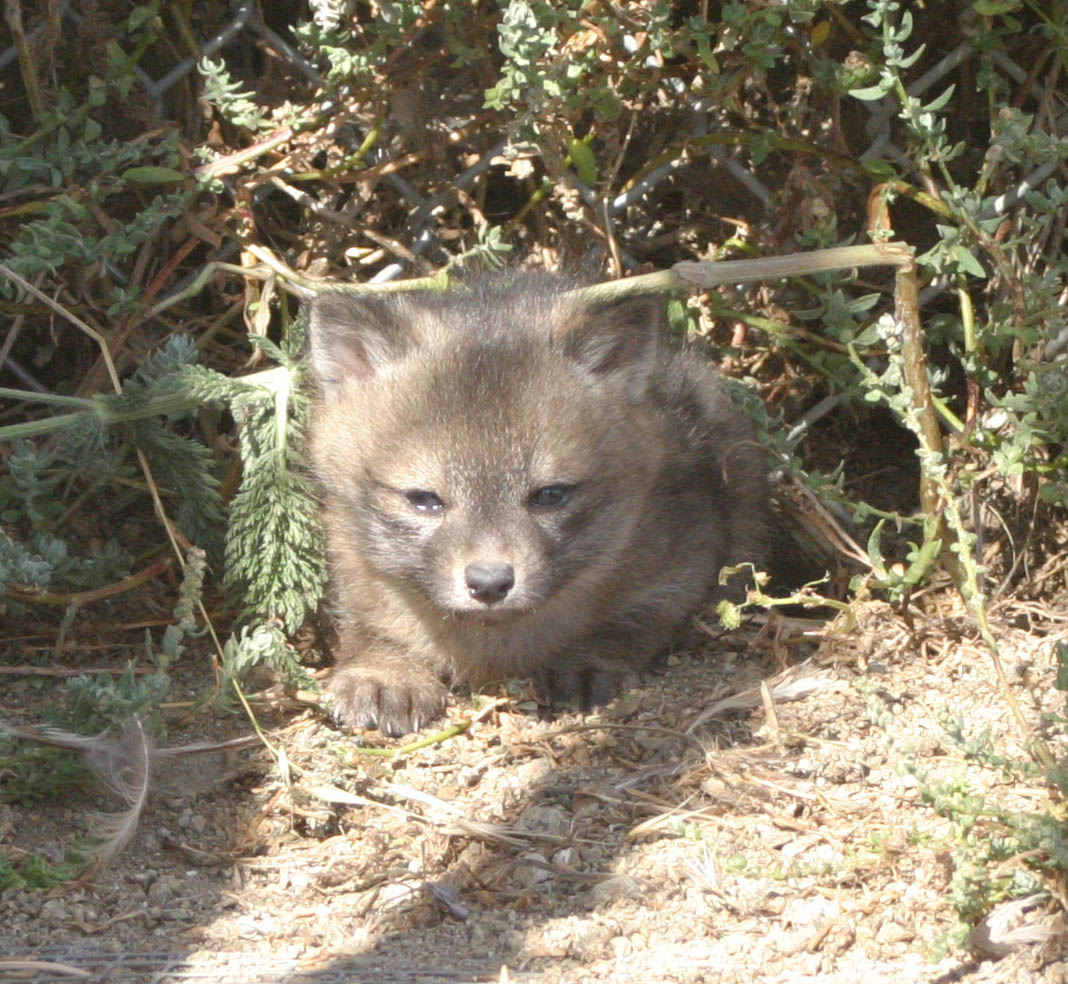
幼狐伏窩在矮樹叢中。

## 生育
島嶼灰狐一般都是一夫一妻的，於每年一月至生育季節（二月下旬至三月上旬）夫妻就會開始經常一起。妊娠期約33-50日。雌性島嶼灰狐會在洞穴中產子，一胎可以有5頭幼狐，平均為2或3頭。幼狐於春天出世，並於初夏可以離開洞穴。母狐會哺喂幼狐7-9個星期。幼狐需要10個月達至性成熟，雌狐多會於第一年內產子。野生的島嶼灰狐壽命約4-6年，而飼養的壽命可達8年。

## 生態及行為
島嶼灰狐習慣生活於充滿木質的矮樹叢中。牠們生活在島嶼上的生物群系中，包括溫帶森林及雨林、溫帶草原及叢林，而沒有一個島上有超過1,000頭島嶼灰狐。牠們吃水果、昆蟲、鳥類、蛋、蟹、蜥蜴及細少的哺乳動物，包括鹿老鼠。牠們慣常是獨自出沒，而非一群。牠們一般都是白天活動的動物，但亦有於黎明或黃昏出沒。季節亦會影響牠們的活動，在夏天牠們會較冬天活躍。
島嶼灰狐不怕人類的威嚇，牠們一直都是島上食物鏈的上層，且沒有天然的獵食者。牠們很易被馴服及一般都是溫馴的。牠們利用嗅覺、聽覺及視覺等訊號來彼此聯絡。島嶼灰狐會發聲、凝視及倒下耳朵來使其他灰狐服從。牠們以尿及糞便來確定自己的區域。

## 保護現狀
於1990年代發現島嶼灰狐的數量下降。在聖米格爾島上島嶼灰狐就由1994年開始下降，成年的數量於1999年由450頭下降得15頭。在聖克魯斯島亦發現相似的下降，於1994年由2,000頭成年的島嶼灰狐下降至2000年的135頭；而在聖羅莎島，於1994年的1,500頭下降至2000年的14頭。利用無線電頸環監察的島嶼灰狐是被金鵰獵殺，導致數量大為下降。

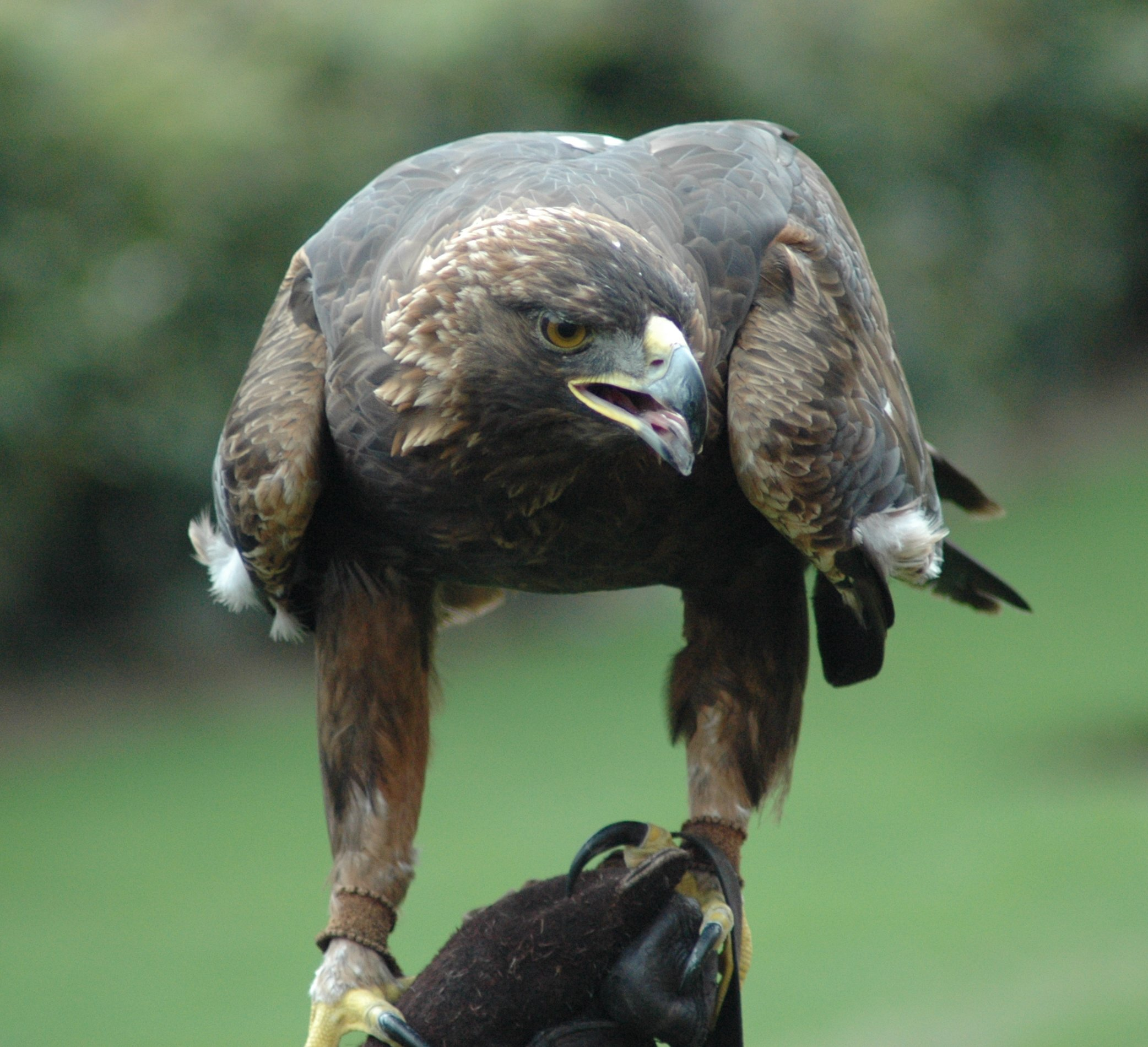
金鵰的數量在島上是島嶼灰狐的四倍。

金鵰對島嶼灰狐的捕獵是令島嶼灰狐數量下降的原因。金鵰在1990年代以前，沒有在海峡群岛出沒，而第一個金鵰巢於1999年在聖克魯斯島被發現。生物學家認為金鵰是被島上增長的野生家畜（如豬）所吸引，另外，阻礙金鵰進駐島上的白頭海鵰（以魚為食糧），亦因於1950年代暴露於滴滴涕下大批被殺，使得金鵰在島上大為繁殖。
由於島嶼灰狐生活在一個隔離的環境，使得牠們缺乏免疫力對抗由大陸犬隻來的寄生蟲及疾病。於1998年在聖卡塔林納島上發生犬瘟熱，差不多殺死接近90%的島嶼灰狐。而從其他地方引入的物種，如貓、豬、綿羊、山羊及美洲野牛（於1920年代因荷里活攝製隊製作西部影片而引入聖卡塔林納島）等，使得島上的食物供應減少，及環境質素下降等都對島嶼灰狐的數量有負面影響。
島嶼灰狐在聖克利門蒂島對瀕危的呆頭伯勞造成威脅，美國海軍在島上大量的捕殺島嶼灰狐亦使得牠們數量下降。直至2000年，美國海軍就曾使用不同的策略，包括在呆頭伯勞繁殖期間捕捉島嶼灰狐、在呆頭伯勞的生活範圍內安裝電網，及使用電震頸環等。在聖克利門蒂島、聖尼古拉斯島及聖卡塔林納島上被車撞斃的島嶼灰狐亦不少。

### 保育
於2004年3月，美國將四個亞種分類為受保護的瀕危物種，包括聖克魯斯島嶼灰狐、聖羅莎島嶼灰狐、聖米格爾島嶼灰狐及聖卡塔林納島嶼灰狐。而世界自然保護聯盟仍然將牠們定為「低危」。
美國國家公園在聖米格爾島、聖羅莎島及聖克魯斯島展開了養殖島嶼灰狐的計劃，成功的將島嶼灰狐的數量增加。於2004年，就有38頭聖米格爾島嶼灰狐，在聖羅莎島就有46頭受護養的及7頭野生的島嶼灰狐，聖克魯斯島上有25頭受護養的島嶼灰狐及100頭穩定的數量。而聖卡塔林納島保育委員會亦展開了養殖島嶼灰狐的計劃，於2002年，就有17頭島嶼灰狐受護養，及最少有161頭生的島嶼灰狐。
要成功保護島嶼灰狐的方法就是要從海峡群岛趕走金鵰，並且回復生態系統及控制疾病。為確保島嶼灰狐的生存，金鵰現正從北方島嶼移往大陸。維持及增加白頭海鵰的數量可以幫助取代金鵰。而從聖卡塔林納島及聖克魯斯島正運走家畜，目的是移除金鵰的食物及對島嶼灰狐的競爭。要減少疾病的風險，在海峽群島國家公園就不容許寵物的進入。而一個對抗犬瘟熱的疫苗計劃亦正於聖卡塔林納島內進行。
由於海峡群岛差不多都是由聖卡塔林納島保育委員會或美國政府所擁有及控制，島嶼灰狐得以被保護及監察，而不受人類的侵害。